# AAFC Energy Technology
AAFC Energy Technology株式会社（エーエーエフシーエナジーテクノロジー）は、かつて存在した電気機器製品メーカーである。栃木県真岡市に本社を置いていた。旧社名は日立エーアイシー株式会社（Hitachi AIC Inc.）。

## 沿革

### （初代）日立エーアイシー（現・昭和電工マテリアルズ・エレクトロニクス）
- 1949年（昭和24年） 4月 - 安立電気株式会社よりコンデンサ部門が分離独立。安中電気（後に安中電気精機）設立。
- 1965年（昭和40年） 1月 - 日立化成工業株式会社（現・日立化成）が日立コンデンサを設立。
- 1965年（昭和40年）10月 - 日立コンデンサ株式会社と安中電気精機が合併。（存続会社は日立コンデンサ株式会社）
- 1990年（平成2年）10月 - 銘光目黒工業株式会社、三喜工業株式会社と合併し、日立エーアイシー株式会社に社名変更。
- 2008年（平成20年） 4月 - 日立化成エレクトロニクス株式会社を吸収合併（存続会社は日立エーアイシー株式会社）
- 2009年（平成21年）10月 - アルミ電解コンデンサ、蒸着製品事業を子会社の新町コンデンサ株式会社（現・AAFC Energy Technology株式会社）に譲渡。
- 2009年（平成21年）10月 - 子会社の新町コンデンサ株式会社（二代目・日立エーアイシー株式会社）の全株式を新神戸電機株式会社に譲渡。
- 2009年（平成21年）10月 - 日立化成エレクトロニクス株式会社に社名変更。
- 2020年（令和2年）4月 - 昭和電工グループによる日立化成株式会社株式の公開買い付けに伴い同グループ入り。
- 2020年（令和2年）10月 - 親会社である日立化成の社名変更に伴い、昭和電工マテリアルズ・エレクトロニクス株式会社に社名変更。

### （二代目）日立エーアイシー（後のAAFC Energy Technology、旧・新町コンデンサ）
- 1967年（昭和42年）11月 - 日立コンデンサ株式会社が新町コンデンサ株式会社を設立。
- 2009年（平成21年）10月 - 本店を東京都豊島区に移転。
- 2009年（平成21年）10月 - 新町コンデンサ株式会社の全株式を新神戸電機株式会社が譲受。
- 2009年（平成21年）10月 - 日立エーアイシー株式会社に社名変更。
- 2010年（平成22年）4月 - 本店を東京都中央区に移転。
- 2012年（平成24年）4月 - 本店を栃木県真岡市に移転。
- 2016年（平成28年）1月 - 親会社の新神戸電機株式会社が日立化成株式会社に吸収合併され、日立化成株式会社の直接の子会社となる。
- 2018年（平成30年）6月 - 新町製造所（長野県長野市）を閉鎖[2]。
- 2020年（令和2年）4月 - 小型フィルムコンデンサ事業以外の事業並びに北上製造所（岩手県北上市）を、会社分割によりエーアイシーSPCへ承継。同日付でエーアイシーSPCの株式の全ては南通江海电容器股份有限公司に譲渡され、エーアイシーSPCはエーアイシーテック株式会社へ商号変更した[3]。
- 2020年（令和2年）10月 - 残っていた小型フィルムコンデンサ事業をTAMC株式会社へ会社分割で譲渡[4]。同時に商号をAAFC Energy Technology株式会社へ変更[5]。
- 2021年（令和3年）12月 - 昭和電工マテリアルズ株式会社に吸収合併され解散。

## 製造していた製品

### エーアイシーテックへ譲渡
- アルミ電解コンデンサ
- パワーエレクトロニクス用フィルムコンデンサ
- アルミ蒸着フィルム
- アルミ電解コンデンサ用電極箔

### TAMCへ譲渡
- 小型プラスチックフィルムコンデンサ

## 製造拠点
- 芳賀工場（栃木県真岡市）
- 芳賀工場　原料部　市原製造所（千葉県市原市）